# Aeroportul Kasiguncu
Aeroportul Kasiguncu (IATA: PSJ, ICAO: WAMP) este un aeroport din Poso⁠(d), Sulawesi Tengah⁠(d), Indonezia ce deservește zona Poso⁠(d).
Situat la o altitudine de 53 m, aeroportul dispune de o singură pistă.